# Johann Zelebor
Johann Zelebor (* 5. Februar 1815 in Eggenburg, Niederösterreich; † 19. Februar 1869 in Wien) war ein österreichischer Naturforscher, Illustrator und Zoologe.
Zelebor war gelernter Tischler. 1850 erhielt er eine Anstellung als Präparator am Wiener Naturalien-Cabinet. Unter Georg Ritter von Frauenfeld nahm er 1857 bis 1859 an der Forschungsreise der österreichischen Fregatte Novara (Novara-Expedition) um die Erde teil, wobei er sich als Sammler und Präparator auszeichnete und 1858 das Goldene Verdienstkreuz mit Krone verliehen bekam. Nach seiner Rückkehr wurde er 1861 zum Kustos der Säugetierabteilung des Zoologischen Hof-Cabinets ernannt.